# П'єр Московісі
П'єр Московісі́ (фр. Pierre Moscovici; нар. 16 вересня 1957, Париж, Франція) — французький політик, член французького парламенту. З травня 2012 до квітня 2014 — міністр фінансів.
Є членом Французької соціалістичної партії. Був національним секретарем партії з 1995 року.

## Біографія
Народився в Парижі, є сином відомого науковця, психолога, психоаналітика Сержа Московісі. Батько П'єра походив з Валахії та виріс в Бессарабському місті Кагулі, який згодом вважав своєю батьківщиною.
Був міністром з європейських справ в уряді Ліонеля Жоспена, віце-президентом Європейського парламенту (з 2004 року).
На президентських виборах у Франції 2012 року керував передвиборчою компанією Франсуа Олланда. У травні 2012 року призначений міністром фінансів нового кабінету міністрів Франції.